# 폐교 (영화)
"폐교"는 2019년에 개봉한 대한민국의 영화이다.

## 캐스팅
- 천이슬 : 유라 역
- 이윤수 : 미옥 역
- 서도현 : 인석 역
- 황명환 : 진태 역
- 안상은 : 혜진 역
- 윤대희 : 성호 역
- 이해인 : 어린 유라 역
- 성하윤 : 어린 미옥 역